# フルロ

フルロの旗

フルロ（FULRO, Front Unifie pour la Lutte des Races Opprimes, 被制圧民族闘争統一戦線）は、ベトナムの少数民族による反政府組織。1992年に解散している。

## 概説
ベトナムはキン族（京族）が人口の85%を超えるが、山間部や高原地帯にはジャライ族（Jarai）、エデ族（E De）など少数民族が多く暮らしている。フルロは、これら少数民族が集中している中部高原地方にて少数民族の自治運動として1964年に結成された。この地域は植民地時代には分割統治され、かつてチャンパ、ラオス、カンボジアなどが領有権（宗主権）を主張していた地域であったため、ベトナムに対する帰属意識は薄い傾向にあった。これがフルロの独立運動を盛り上げることになる。

## 要求
フルロは、少数民族の権利として高度な自治権を有する連邦制の導入や土地所有権の承認、政治参加の機会拡大、ひいては南北ベトナムからの独立を要求した。

## 経緯
第一次インドシナ戦争後、近代化を推し進めるベトナム共和国では、国内の少数民族に対し同化政策を推進し、少数民族の反発を招く。このため、少数民族出身の軍人や役人など有力者が自治権を要求していた。時のゴ・ディン・ジエム政権はこれを認めず、さらに戦略村への移住を強いた。このことから、1950年代後半には政府と少数民族との間で武力衝突が頻発。1959年1月、コー族が武装蜂起し、政府は鎮圧に二個師団を派兵、高原地帯を経済封鎖し塩の供給を止め、200村落が焼き払われ一万世帯が住居を失った。1960年12月にはジャライ族が蜂起すると、またも厳しい弾圧が行われ、1962年には中部高原の70万人のうち15万人が住居を追われた。南ベトナム解放民族戦線は少数民族自治区の設置を主張して、ジエム政権を非難した。こうした強制疎開は少数民族を以前より容易に南ベトナム解放民族戦線に参加させるようになった。

### フルロの結成
これに対し、反共主義で少数民族を結束しようとする動きが発生した。CIAの計画のもと1961年、民間不正規戦グループ（CIDG）が発足した。当初、CIDGは南ベトナム陸軍（ARVN）の指揮下に置かれる計画であったが、キン族主体の南ベトナム軍と対立し、結局、南ベトナム軍事援助司令部（MACV）隷下の特殊部隊群（グリーン・ベレー）の指揮下とされた。1964年6月、カンボジアの支援により被制圧諸民族闘争統一戦線（フルロ）が創設されると、CIDG部隊のいくらかは事実上フルロに鞍替えし、ベトナムに対し反共・自治独立闘争を開始する。少数民族は、歴史的な対立とジェム政権に激しく弾圧された経緯から、キン族の南ベトナム政府とは反目していた。またフルロが南北ベトナムからの分離を主張していることもあり、反共の名のもとでも二者を統合する事は困難で、ここにカンボジアの介入する余地が生まれた。
しかしながら、キン族将校とフルロ将兵との民族的反目はいぜんとして根深く、1964年9月と1965年7月～12月にかけて、フルロは複数省にわたる南ベトナム軍基地で大規模な反乱・武力衝突を起こした。また武器の持ち逃げやキン族上官の殺害、集団脱走などが頻繁に起こった。南ベトナム政府はフルロとの妥協も模索しており、1968年2月、一時的な和解が成立している。しかし、一部の強硬派は和解を不服として武力闘争を継続したため、本格的な共同戦線が張られることはなかった。CIDG兵力は1965年2月の1万9152人から1967年4月には3万1477人となるが、1970年CIDG計画は終了され、フルロは南ベトナム軍に編入された。

### ベトナム戦争の終結後
ベトナム戦争の終結後、南北統一されたベトナムでは期待されていた民族自治区は設置されず、逆に少数民族が暮らしていた地域に「新経済区」が設置され、ベトナムの大多数派であるキン族が大量に流入し土地の所有権で少数民族との軋轢を起こした。これはフルロだけでなく一般の少数民族の間にも反発が強まる結果となった。この不満は、フルロの残党が政府に対して武力闘争を継続する基盤となった。

### 衰退
統一が成され、社会基盤を整えていくベトナム社会主義共和国政府に対して、フルロはやがて劣勢となっていき、カンボジア領のジャングルに拠点を移すことになり、中越戦争後にベトナムと対立するようになった中国がフルロなどベトナム国内の少数民族による反政府活動を支援し始めた。
1990年6月、東京での「カンボジア和平東京会議」及び1991年10月の「カンボジア和平パリ国際会議」によって、カンボジア内戦が終結したことで、カンボジア側にとって「外国の武装勢力」であるフルロは、国際連合カンボジア暫定統治機構（UNTAC）によってベトナムに送還されることになる。一部はそれでもカンボジア内に潜伏し続けたが、カンボジアの特殊部隊に攻撃された。

### 解散
武力抵抗も困難になったフルロは結局、1992年10月10日、UNTACに武器を引き渡して投降した。これによってフルロは解散し、事実上の難民として約400人がアメリカに移住することになった。
アメリカにはベトナム共和国出身者によるいくつかの反共産主義組織が存在するが、今なお南ベトナム時代の対立を解消できておらず、1960年代に南ベトナムからの独立を企てた少数民族組織フルロ（FULRO）関係者はこれらの組織とは対立関係にある。